# 美波町立木岐小学校
美波町立木岐小学校（みなみちょうりつ ききしょうがっこう）は、徳島県海部郡美波町木岐にある公立小学校。
児童数の減少などの理由で2016年3月31日をもって休校し、同年4月1日に美波町立由岐小学校に統合した。

## 概要

### 基礎データ
全校生徒数
- 13人（2014年度）
- 74人（1982年度）
- 246人（1955年度）

卒業生数
- 2889人（2015年度まで）

最寄駅
- JR牟岐線木岐駅

## 沿革
- 1873年（明治6年）10月 - 木岐村真福寺境内に木岐小学校簡易科を創立。
- 1888年（明治21年）1月 - 木岐簡易小学校と改称。
- 1889年（明治22年）1月 - 木岐尋常小学校と改称。
- 1922年（大正11年）4月 - 町立木岐尋常高等小学校と改称。
- 1926年（大正15年）7月 - 町立木岐青年訓練所付設。
- 1941年（昭和16年）4月 - 海部郡三岐田町木岐国民学校と改称。
- 1947年（昭和22年）4月 - 海部郡三岐田町木岐小学校と改称。
- 1955年（昭和30年）
  - 2月 - 海部郡由岐町木岐小学校と改称。
  - 5月 - 危険校舎改築。
- 1963年（昭和38年）3月 - 給食室新築。
- 1969年（昭和44年）3月 - 体育館新築。
- 1982年（昭和57年）3月 - 木岐カタ72番地に新校舎完成・移転。
- 1983年（昭和58年）3月 - 屋内運動場完成。
- 1990年（平成2年）1月 - 木岐カタ82番地にプール新設。
- 2006年（平成18年）3月 - 町村合併のため由岐町から美波町となり、現校名に改称。
- 2016年（平成28年）
  - 3月25日 - 休校式典挙行。
  - 3月31日 - 休校。
  - 4月1日 - 美波町立由岐小学校に統合。

## 関連学校
- 美波町立由岐小学校
- 美波町立由岐中学校